# Lista de medalhas sauditas nos Jogos Olímpicos da Juventude
Este anexo contém uma lista detalhada das medalhas da Arábia Saudita nos Jogos Olímpicos da Juventude, de Verão, de Inverno e os totais combinados e parciais.

## A Lista
| Edição                           | Medalha | Nome                 | Esporte | Evento            |
| -------------------------------- | ------- | -------------------- | ------- | ----------------- |
| Verão de 2010 (1 Bronze)         | Bronze  | Dalma Rushdie Malhas | Hipismo | Saltos individual |
| Inverno de 2012 (Não participou) | —       | —                    | —       | —                 |
|                                  |         |                      |         |                   |
| Totais - Verão                   |         |                      |         |                   |
| Ouro                             | 0       | 0                    | 0       | 0                 |
| Prata                            | 0       | 0                    | 0       | 0                 |
| Bronze                           | 1       | 1                    | 1       | 1                 |
| Total                            | 1       | 1                    | 1       | 1                 |
| Totais - Inverno                 |         |                      |         |                   |
| Ouro                             | 0       | 0                    | 0       | 0                 |
| Prata                            | 0       | 0                    | 0       | 0                 |
| Bronze                           | 0       | 0                    | 0       | 0                 |
| Total                            | 0       | 0                    | 0       | 0                 |
| Totais - Verão + Inverno         |         |                      |         |                   |
| Ouro                             | 0       | 0                    | 0       | 0                 |
| Prata                            | 0       | 0                    | 0       | 0                 |
| Bronze                           | 1       | 1                    | 1       | 1                 |
| Total de Medalhas                | 1       | 1                    | 1       | 1                 |